# Automeris lemairei
Espèce
Automeris lemairei est une espèce de papillons de la famille des Saturniidae.